# Doddabandaragatta, Sidlaghatta
Doddabandaragatta là một làng thuộc tehsil Sidlaghatta, huyện Kolar, bang Karnataka, Ấn Độ.